# مرحلة الشباب الخالدة

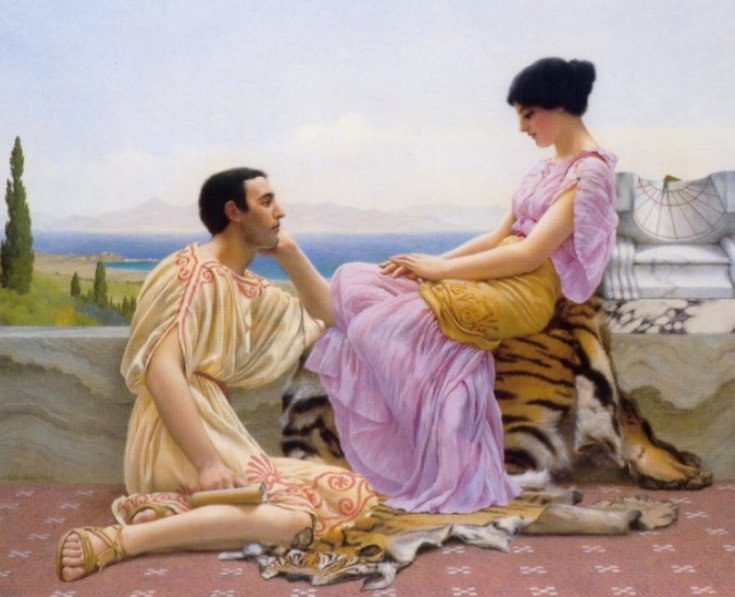
الشباب والوقت، جون ويليام جودوارد، 1901

مرحلة الشباب الخالدة أو الفُتُوة الخالدة (بالإنجليزية: Eternal youth) هي الفكرة المفهوميَّة التي تتحدث عن وجود جسدٍ بشري خالدِ الوجود ولا تعتريه الشيخوخة. يُقصد بالشباب المشار إليه، عادةً، هو نقيض الشيخوخة وفسادها، وليس مرحلة محددة من عمر الإنسان. نجد الشباب الدائم شائع في الأساطير، وقد احتُفي بأسرار الشباب والجمال الأبدي في الفلكلور والطقوس السرية، وهو موضوع شائع في الخيال أيضًا.